# Estació de la Granada
La Granada és una estació de ferrocarril propietat d'Adif situada a la població de la Granada, a la comarca de l'Alt Penedès. L'estació es troba a la línia Barcelona-Martorell-Vilafranca-Tarragona, per on circulen trens de la línia R4 de Rodalies de Catalunya operats per Renfe Operadora, servei que uneix el Bages, el Vallès Occidental i Barcelona amb Sant Vicenç de Calders via les comarques del Baix Llobregat, Alt Penedès i Baix Penedès.
Aquesta estació de la línia de Vilafranca va entrar en servei l'any 1865 quan es va obrir el tram entre Martorell i Tarragona, sis anys més tard que la línia arribés a Martorell.
L'any 2016 va registrar l'entrada de 90.000 passatgers.

## Serveis ferroviaris
| Rodalia de Barcelona                          |                        |               |                        |                        |
| Procedència/Destinació                        | <                      | Línia         | >                      | Procedència/Destinació |
| Sant Vicenç de Calders Vilafranca del Penedès | Vilafranca del Penedès |               | Lavern-Subirats        | Terrassa Manresa       |
| Projectat                                     |                        |               |                        |                        |
| Mataró                                        | Lavern-Subirats        | Línia Orbital | Vilafranca del Penedès | Vilanova i la Geltrú   |